# 蘇拉群島
苏拉群岛县（印尼语：Kabupaten Kepulauan Sula）是印度尼西亚北马鲁古省的一个县，辖境主要包括萨纳纳岛和敏莪里岛两个主要岛屿，面积9,632平方公里，2010年人口普查全县人口132,070。2013年塔利亚布岛县从本县分出，本县当前辖境内2010年普查人口为85,215。
苏拉群岛（印尼语：Kepulauan Sula）是印尼东部马鲁古群岛中的群岛，2013年前仅由苏拉群岛县管理，之后塔利亚布岛县自苏拉群岛县分出。苏拉群岛主要包括三个大岛屿：萨纳纳岛（又叫苏拉贝西岛）、敏莪里岛和塔利亚布岛。

## 历史
1652年荷兰人在萨纳纳建起一座堡垒。1862年英国博物学家阿尔弗雷德·拉塞尔·华莱士在鸟类考察期间来到苏拉群岛。
苏拉群岛县原是北马鲁古县的一部分，2003年2月25日，印尼总统梅加瓦蒂·苏加诺普特丽颁布2003年第1号法案批准北马鲁古县的6个区划出成立苏拉群岛县。2012年12月14日印尼议会通过了2013年第6号法案，宣布成立塔利亚布岛县，苏拉群岛县西部的7个区（Kecamatan）自苏拉群岛县分离出来组建新的塔利亚布岛县。

## 行政区划
苏拉群岛县目前下分12个区（kecamatan）,各区在2010年的普查人口：
| 区                             | 人口 2010普查 |
| ------------------------------ | ------------- |
| Mangole Barat 西敏莪里         | 7,084         |
| Mangole Selatan 南敏莪里       | 4,665         |
| Mangole Tengah 中敏莪里        | 6,381         |
| Mangole Timur 东敏莪里         | 4,301         |
| Mangole Utara 北敏莪里         | 10,115        |
| Mangole Utara Timur 东北敏莪里 | 3,777         |
| 敏莪里岛（合计）               | 36,323        |
| Sanana 萨纳纳                  | 25,183        |
| Sanana Utara 北萨纳纳          | 5,675         |
| Sula Besi Barat 西苏拉贝西     | 4,707         |
| Sula Besi Selatan 南苏拉贝西   | 4,298         |
| Sula Besi Tengah 中苏拉贝西    | 5,929         |
| Sula Besi Timur 东苏拉贝西     | 3,100         |
| 苏拉贝西岛（合计）             | 48,892        |
| 苏拉群岛县（合计）             | 85,215        |

## 资料来源
1. ↑  Biro Pusat Statistik, Jakarta, 2011.
2. ↑  .   [2017-05-03]. （原始内容存档于2015-09-19）.
3. ↑  印尼语维基文库中2003年印尼共和国第1号法令
4. ↑  Presiden SBY Setuju Taliabu jadi Kabupaten （页面存档备份，存于）. www.suarapembaruan.com. Jumat, 14 Desember 2012. Diakses pada 30 Desember 2012

1°52′S 125°22′E / 1.867°S 125.367°E